# Лесковца
Лесковца (словен. Leskovca) — поселення в общині Лашко, Савинський регіон, Словенія. Висота над рівнем моря: 434,1 м.